# Cluny (cratera)
Cluny é uma cratera marciana. Tem como característica 14.8 quilômetros de diâmetro. Deve o seu nome a Cluny, uma localidade na França.